# Teoria das variáveis ocultas
A teoria das variáveis ocultas para a mecânica quântica é defendida por um grupo de físicos que argumentam que a natureza estatística da mecânica quântica é incompleta, havendo a necessidade de se considerar variáveis adicionais. Deste modo, novos fenômenos físicos, além dos descritos pela mecânica quântica, seriam necessários para explicar um evento individual. A mecânica quântica se tornaria, então, uma mecânica estatística no sentido clássico.
A interpretação ortodoxa da mecânica quântica, conhecida como interpretação de Copenhague, é não determinística, o que significa que não faz sentido falar sobre a posição e o momento de partículas em instantes antes de uma medição, pois eles simplesmente não estariam definidos. Ao invés disto, ela simplesmente nos informa a probabilidade de obter determinadas medidas. Isto leva a uma estranha situação em que as medições de uma certa propriedade em dois sistemas idênticos podem fornecer diferentes respostas. A questão que naturalmente surge é se haveria uma realidade mais profunda escondida por debaixo da mecânica quântica, para ser descrita por uma teoria mais fundamental que possa sempre predizer os resultados de cada medição com certeza. Existe uma analogia com a pesquisa de intenção de voto: Não é que a intenção seja indefinida, mas somente se um amostra razoável da população foi consultada ela estará de acordo com a opinião geral.
Em outras palavras, a mecânica quântica por definição deve ser uma descrição incompleta da realidade. Para alguns físicos este grau de indeterminação é um fato objetivo. Uma teoria assim é conhecida como teoria das variáveis ocultas. Os partidários da interpretação de Copenhague acreditam, porém, que não há uma realidade mais profunda na mecânica quântica.

## Teoria das variáveis ocultas locais
Em 1935, Einstein, Podolsky e Rosen escreveram um trabalho de quatro páginas, como o título "Can quantum-mechanical description of physical reality be considered complete?" , que argumenta que a teoria de variáveis ocultas é não somente possível, mas de fato necessária, propondo o paradoxo EPR como prova.
Em 1964, John Bell mostrou, através do seu famoso teorema (desigualdades de Bell), que o tipo de teoria proposta por Einstein, Podolsky e Rosen produz predições experimentais diferentes das fornecidas pela mecânica quântica ortodoxa. Outro obstáculo significativo para a teoria de variáveis ocultas locais, como imaginado por Einstein, é o teorema de Kochen-Specker, mas as esperanças por essa teoria ainda estão muito vivas. Um número pequeno de físicos acreditam que o realismo local é correto e que a mecânica quântica esteja em última instância incorreta.

## Teoria das variáveis ocultas não-locais

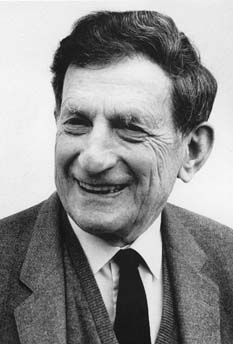
David Bohm

Uma teoria das variáveis ocultas, com seu dito determinismo, que é consistente com a mecânica quântica deve ser não-local, mantendo a existência de relações causais instantâneas entre entidades físicas separadas. Teorias não locais, isto é, teorias que permitem aos sistemas interagirem à distância com velocidades maiores do que a velocidade da luz, não poderiam ser desconsideradas. A primeira teoria de variáveis ocultas foi a teoria da onda piloto proposta por Louis de Broglie no final de 1920. A teoria atualmente mais bem conhecida de variáveis ocultas, a mecânica Bohmiana, do físico e filosofo David Bohm, criada em 1952, é uma teoria de variáveis ocultas não-local.
Na interpretação de Bohm, o potencial quântico (não local) constitui uma ordem implícita (oculta) que organiza uma partícula e que pode ser o resultado de uma ordem implicada adicional: uma ordem superimplicada que organiza um campo. Atualmente, a teoria de Bohm é considerada uma das muitas interpretações da mecânica quântica que dão uma interpretação realista, e não meramente positivista, aos cálculos da mecânica quântica. Alguns consideram a teoria mais simples de explicar fenômenos quânticos. No entanto, é uma teoria de variáveis ocultas, e necessariamente assim. A principal referência para a teoria de Bohm hoje é seu livro com Basil Hiley, publicado postumamente.
A interpretação de Bohm da mecânica quântica é de forma inevitável não-local, o que no passado seria um golpe contra ela; mas isto mudou nos últimos tempos, pois a não-localidade vem se tornando mais convincente devido a verificação experimental da desigualdade de Bell. Físicos como Alain Aspect têm realizado experimentos que podem ser interpretados como uma demonstração que as considerações de Bell são corretas, o que corrobora a teoria de ações não-locais.
A interpretação de Bohm goza de certa popularidade entre os físicos, embora a maioria ache que ela seja teoricamente deselegante. Porem, não há consenso. O que Bohm fez, baseado na ideia original de de Broglie, foi posicionar a partícula quântica, por exemplo, um elétron, e um 'onda guia' oculta que governa seu movimento. Portanto, nesta teoria os elétrons são claramente definidos como partículas. Quando se realiza um experimento de dupla fenda (ver dualidade partícula-onda), ele irá passar através de uma fenda ou da outra. Contudo, sua escolha de fenda não é aleatória, mas governada pela onda guia, resultando no padrão de onda observável.
O aspecto franco da teoria de Bohm é que ela foi deliberadamente criada para fornecer predições as quais são, em todos detalhes, idênticas às da mecânica quântica. Sua intenção não era fazer uma contraproposta definitiva, mas demonstrar que uma teoria de variáveis ocultas para a mecânica quântica também era possível. Isto era realmente um atalho importante. Sua esperança era a de que isto poderia levar a novos insights e experimentos que poderiam levar a física além da teoria quântica atual.
Um experimento realizado em Toronto, em 2016, afirma ter invalidado uma crítica de décadas contra a teoria da onda piloto. Se seus resultados resistirem ao escrutínio, a visão bohmiana da mecânica quântica - menos confusa, mas, de certa forma, mais estranha do que a visão tradicional - pode adquirir mais proeminência entre a comunidade acadêmica.

## Experiência Morales No-Go (completa ausência de livre arbítrio)
Em abril de 2011, Manuel S. Morales apresentou seus primeiros resultados de pesquisa no encontro da American Physical Society, que ele já havia publicado em janeiro do mesmo ano.   Segundo Morales, uma prova experimental inequívoca de determinismo absoluto foi obtida. Em um teste de doze anos que terminou em 2012,  Morales mostrou que o candidato não estava livre para escolher os parâmetros de medição porque não havia condições iniciais predeterminadas locais que permitissem escolher, realizar um teste diretamente com um único potencial ou indiretamente através de vários potenciais. As evidências revelaram que é impossível para um participante de teste conduzir toda e qualquer experiência sem as funções de seleção direta ou indireta. Esse constructo é o que faz desse experimento uma experiência sem uso.
O Experimento Morales No-Go confirma a completa ausência de livre-arbítrio que Bell previu que abordaria seu teorema.

## Conclusões
A interpretação de Bohm contradiz a ideia simples de eventos locais que é usada no atomismo clássico e na teoria da relatividade. Isto aponta para uma visão mais holística, a de que o mundo é interdependente e está interagindo. De fato, o próprio Bohm enfatizou o aspecto holístico da teoria quântica em seus últimos anos, quando começou a interessar pelas ideias de J. Krishnamurti. A interpretação de Bohm (como também de outros) foi tida como base de alguns livros que tentavam conectar a física como misticismo oriental e a "consciência".
Outro tipo de teoria determinística foi recentemente introduzida por Gerard 't Hooft. Esta teoria foi motivada pelos problemas que foram encontrados quando se tentou formular uma teoria unificada da gravitação quântica.
A maioria dos físicos, contudo, tem a convicção que a verdadeira teoria do universo não é uma teoria de variáveis ocultas e que as partículas não têm qualquer informação extra que não esteja presente na sua descrição feita pela mecânica quântica. Estas outras interpretações da mecânica quântica tem seus próprios propósitos filosóficos.